# DDH-975 충무공이순신
DDH-975 충무공이순신(忠武公李舜臣)은 대한민국의 충무공이순신급 구축함의 제1번함이다. 대한민국 해군 최초의 방공 구축함이자 원거리 작전 능력을 보유한 차세대 주력 구축함이다. 스텔스 기술을 적용한 구축함이다. 또한, 캐나다 헬리팩스급에 적용된 적외선 감소설계를 도입했다고 한다. 왕건함부터는 Batch-II로 나뉘며, 국산 ASROC이 장착된다.

## 명칭의 유래
우리나라 구축함의 명칭은 위대한 위인과 영웅의 이름이거나 호국인물의 이름을 따서 지었다. 이 함선의 이름인 충무공이순신은 조선시대 임진왜란 당시 일본 수군과의 해전에서 연전연승한 조선 중기의 무관 이순신에서 유래되었다. 위인의 이름을 딴 다른 구축함의 명칭에는 같은 충무공이순신급 구축함인 DDH-979 강감찬과 DDH-981 최영 등이 있다.
충무공 이순신함 앞에 붙은 DDH는 보통 헬리콥터가 탑재 가능한 구축함이라는 뜻을 의미한다. DDH가 붙은 구축함으로는 충무공 이순신급 구축함 외에 광개토대왕급 구축함이 있다.

## 역사
충무공 이순신함은 대우조선해양에서 제작되어 2002년 5월 22일에 진수되었다. 그 후 충무공 이순신함은 시범적인 운영을 걸쳐 2003년 12월 1일에 취역하였다. 함번은 DDH-975이다. 충무공 이순신급함 중 가장 먼저 진수되고 배치되었다. 가장 먼저 나와 충무공 이순신급함 중에 함번이 가장 빠르다. 제7기동전단 소속의 구축함으로 청해부대 35진으로 임무를 수행하고 있다.
최근에는 2021년 코로나19 집단 감염 문제로 임무를 수행하던 문무대왕함이 조기에 복귀하게 되어 임무를 승계하기 위해 충무공이순신함을 조기에 투입하였다.

## 함 특징
DDH-975 충무공 이순신함은 DDH라는 명칭을 볼 수 있듯이 함종은 구축함이다. 구축함의 주된 임무는 어뢰를 이용하여 상대방의 함정을 공격하는 것이다. 그렇다면 충무공 이순신함도 무장되어 있을 것이고 다양한 무기가 갖추어져있을 것이다. 충무공 이순신함에는 다양한 무기로 무장되었다. 무기의 예로는 옆에 표에서도 정리되어 있듯이 127mm Mk45 Mod4*1, 골키퍼 CIWS*1, 그리고 SM-2 블럭3A*32 등이 있다.

## 활동
- 2004년 환태평양 연합 해상훈련과 림팩 훈련에 참여하였다.
- 2005년 국제관함식에 참여하였다.
- 2006년 림팩 훈련에 참여하였다.
- 2009년 소말리아 해역에 파견되었다.

이 외에도 DDH-975 충무공이순신함은 다수의 연합훈련 및 순항훈련에 참가하였다.

## 최초의 SM-2 발사

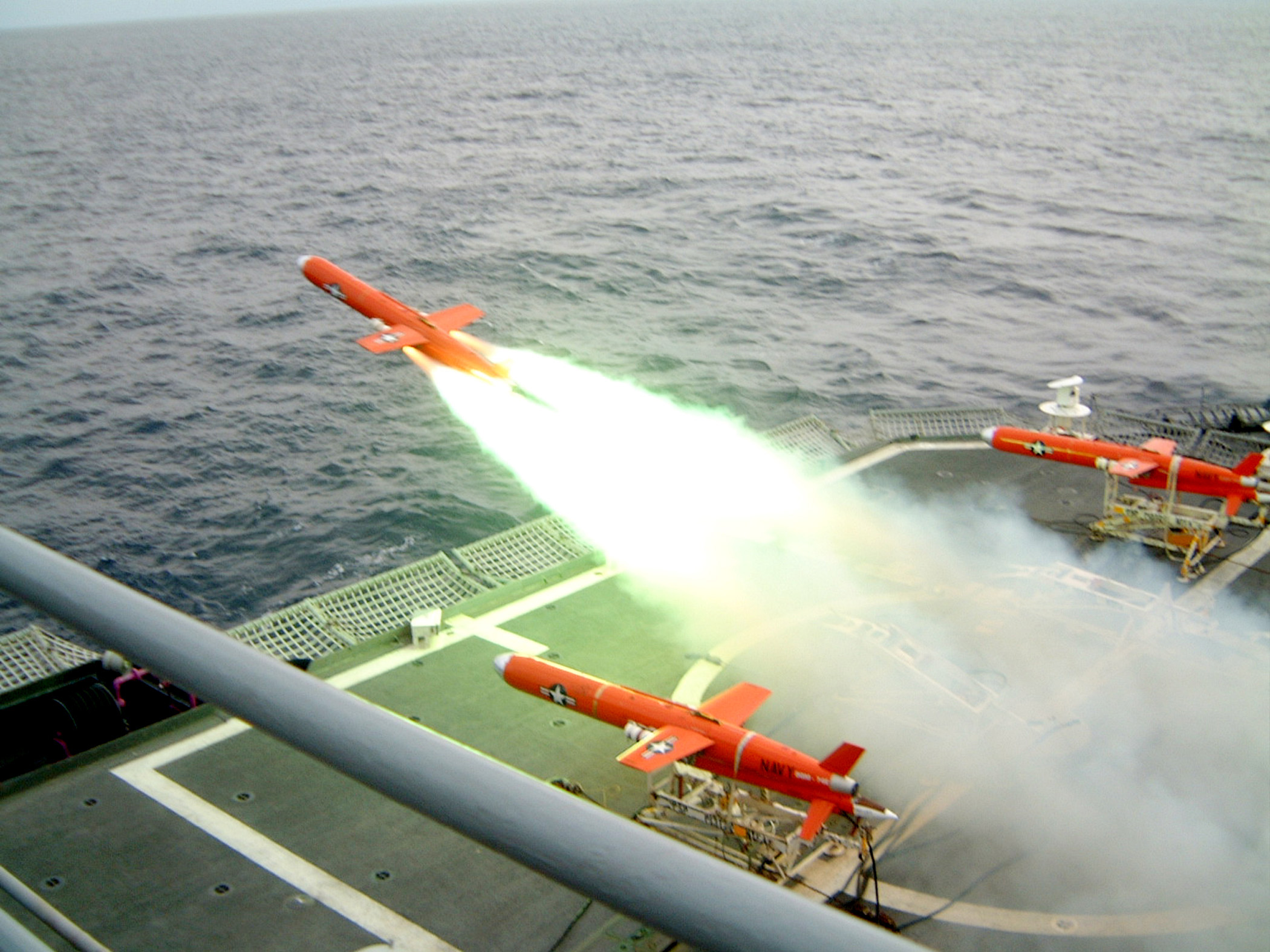
무인표적기 BQM-74E Chukar가 구축함에서 발사되고 있다

림팩 2004에 참가한 충무공이순신함은 대한민국이 도입한 SM-2 미사일을 최초로 발사했다.
- 2004년 7월 29일 - 20km 거리에서 450노트(마하 0.68) 속도로 접근하는 BQM-74E를 격추했다.
- 2004년 7월 31일 - 113km 거리에서 450노트(마하 0.68) 속도로 접근하는 BQM-74E를 격추했다.

## 같이 보기
- 이순신
- 충무공이순신급 구축함
- DDH-976 문무대왕
- 구축함
- 스텔스 기술